# Роденбах (Ханау)
Роденбах (њем. Hanau) општина је у њемачкој савезној држави Хесен. Једно је од 28 општинских средишта округа Мајн-Кинциг. Према процјени из 2018. у општини је живјело 11.173 становника. 

## Географски подаци
Роденбах се налази у савезној држави Хесен у округу Мајн-Кинциг. Смјештен ја на реци Кинциг , 8 километара источно од Ханауа. Општина се налази на надморској висини од 147 метра. Површина општине износи 16,73 km².